# Ligue libérale de Finlande
La ligue libérale (finnois : Vapaamielisten Liitto) est un parti politique libéral en Finlande.

## Histoire
La ligue libérale est fondée en mai 1951 par une minorité du Parti progressiste national et se forme sous la direction de la Société du progrès d'Helsinki. 
Le parti progressiste national avait cessé d'exister par décision de l'assemblée du Parti du 17 mars 1951.
La ligue est rejointe par, entre-autres, le député Rolf Brostrup Berner, le ministre Teuvo Aura et le gouverneur de la Banque de Finlande Sakari Tuomioja.
Après la fusion de la  ligue libérale avec le Parti populaire de Finlande en 1965, de nombreux membres de ligue libérale libéral ont accédé à des postes de premier plan au sein du Parti libéral populaire: Pirkko Aro, Pekka Pesola, Arne Berner, Pekka Tarjanne et Seppo Westerlund en 1970. 
De 1968 à 1984, tous les chefs de parti du Parti libéral populaire étaient issus de la ligue libérale: Pekka Tarjanne, Jaakko Itälä, Arne Berner.

## Résultats électoraux
| Résultats       |                      |        |       |
| Législatives    |                      |        |       |
| Année           | Députés              | Voix   | Voix  |
| 1951            | 0                    | 4 936  | 0,27% |
| 1954            | 0                    | 6 810  | 0,34% |
| 1958            | 0                    | 6 242  | 0,32% |
| 1962            | 1                    | 12 000 | 0,52% |
| Présidentielles |                      |        |       |
| Année           | Candidat / Électeurs | Voix   | Voix  |
| 1956            | Sakari Tuomioja / 3  | 32 662 | 1,7%  |
| 1962            | 1                    | 7 898  | 0,4%  |